# Gorilla Zoe
Gorilla Zoe, de son vrai nom Alonzo Mathis (né le 29 novembre 1980 à Atlanta, en Géorgie), est un rappeur américain. Il est membre du label new-yorkais Bad Boy Records et du groupe Boyz N Da Hood où sein duquel il remplace Young Jeezy. Selon le site HipHopDX, le rappeur bat le record du nombre de mixtapes sorties en un mois. Gorilla Zoe prend le pari de sortir 28 mixtapes en février 2010, soit une mixtape par jour, du jamais vu dans l'histoire du hip-hop[réf. nécessaire].

## Biographie
Les premiers succès de Gorilla Zoe sont avec Yung Joc sur les chansons Coffee Shop et Bottle Poppin' qui ont été bien placées dans plusieurs classements du magazine Billboard. En 2006, il remplace Young Jeezy, membre du groupe Boyz N Da Hood. Il signe ensuite en tant que musicien solo aux labels Block Entertainment et Bad Boy South.
Le 19 juin 2007, Gorilla Zoe publie son premier single, Hood Figga, un succès classé 38e du Billboard 100. Son premier album solo, Welcome to the Zoo, est publié en octobre 2007, et atteint la 3e place des Top Rap Albums, 8e place du Top R&B/Hip-Hop Albums, et la 18e au Billboard 200,,. En 2007, Gorilla Zoe est élu XXL Freshmen aux côtés des rappeurs Saigon, Plies, Rich Boy, Joell Ortiz, Lupe Fiasco, Lil Boosie, Crooked I, Papoose et Young Dro. Le 28 octobre 2008, Gorilla Zoe publie le premier single de son deuxième album, Lost. Don't Feed Da Animals atteint le Billboard Top Rap Albums. Le 17 mars 2009, le deuxième album de Gorilla, Don't Feed da Animals, se vend à 29 000 exemplaires et atteint la 8e place du Billboard 200.
En février 2010, Gorilla Zoe publie une mixtape quotidienne sur le site DatPiff.com. Le 14 juin 2011, Gorilla Zoe publie son troisième album, King Kong ; il n'atteint pas le même succès que ses précédents opus, ne se classant que 56e du Billboard 200 avec 10 300 exemplaires vendus la première semaine. AllMusic attribue à l'album une note de trois étoiles sur cinq. La chanson extraite de l'album, What's Goin' On, est publiée le 14 décembre 2010 et atteint la 99e place des Billboard Hot R&B/Hip-Hop Songs.
Le 6 mai 2014, après deux ans de pause, Gorilla Zoe publie une nouvelle mixtape, Recovery, et révèle avoir signé au label de Flo Rida, International Music Group,.

## Discographie

### Albums studio
- 2007 : Welcome to the Zoo
- 2009 : Don't Feed Da Animals
- 2011 : King Kong

### Mixtapes
- 2008: I Am Atlanta (produit par DJ Scream)
- 2010: I Am Atlanta 2 (produit par DJ Scream)

### Singles
- 2007 : Hood Nigga
- 2007 : Tryna Make a Jug (featuring Big Gee)
- 2008 : Juice Box (featuring Yung Joc)
- 2008 : Can't Help Myself
- 2008 : Lost (featuring Lil Wayne)
- 2009 : Echo
- 2009 : Let's Go (featuring Diego Cash)